# Flénu
Flénu is een dorp in de Belgische provincie Henegouwen en een deelgemeente van de Waalse stad Bergen.

## Geschiedenis
Flénu was een gehucht in de gemeente Jemappes. In 1868 kreeg de plaats een eigen parochie, afgesplitst van die van Jemappes. Ook op bestuurlijk vlak kreeg Flénu zelfstandigheid en werd in 1870 als nieuwe gemeente afgesplitst van Jemappes.
In 1971 werd de gemeente Flénu weer opgeheven en aangehecht bij Jemappes, maar in 1977 werd Flénu, net als Jemappes, al een deelgemeente van Bergen.

## Bezienswaardigheden
- De Sint-Barbarakerk (Église Sainte-Barbe) is een neogotisch kerkgebouw van omstreeks 1870.
- Het voormalig gemeentehuis van 1879.
- Op de begraafplaats liggen 17 Britse militaire graven uit de Eerste Wereldoorlog. Deze staan bij de Commonwealth War Graves Commission geregistreerd onder Flenu Communal Cemetery. [1]

## Natuur en landschap
Flénu ligt in de Borinage en op het grondgebied vindt men diverse terrils. De hoogte aan de kerk bedraagt 69 meter.

## Economie
Al in 1405 werd melding gemaakt van steenkoolwinning in Flénu. Veel van deze kleine mijnen werden uiteindelijk weer verlaten. Vanaf 1740 eeuw begon men op meer industriële schaal de steenkool te winnen. Het betrof vette steenkool, geschikt voor industriële toepassingen en de productie van stadsgas. Veel mijnen sloten gedurende de jaren '30 van de 20e eeuw. Hierdoor werden 4000 mijnwerkers ontslagen wat tot werkloosheid en armoede leidde.
Na 1945 werkten de inwoners, waaronder veel Italianen, in de mijnen van de omliggende plaatsen.
Flénu kende ook cokesovens en kalkovens alsmede aan de mijnen gerelateerde metaalconstructiebedrijven.

## Demografische ontwikkeling
- Bronnen:NIS, Opm:1831 tot en met 1970=volkstellingen

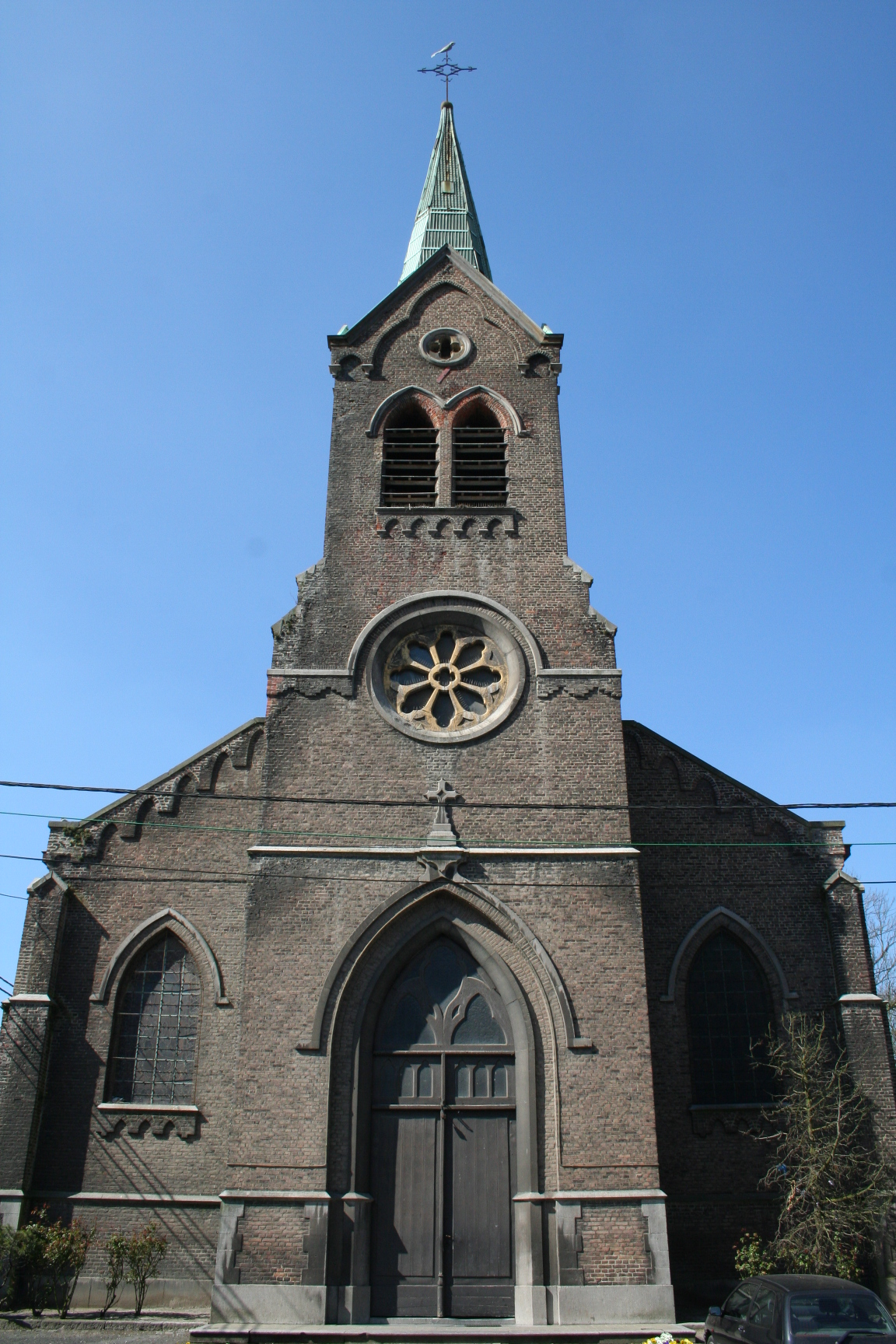
Kerk van Sint-Barbara van Nicomedië

## Nabijgelegen kernen
Quaregnon, La Bouverie, Frameries, Cuesmes, Jemappes